# Joaquim de Almeida (ator)
Joaquim Maria da Mota e Almeida, mais conhecido por Joaquim de Almeida (Montijo, 20 de outubro de 1838 — Lisboa, 22 de julho de 1921) foi um ator português, considerado um dos mais brilhantes da sua época.

## Biografia
Joaquim de Almeida nasceu no Montijo (à época designado Aldeia Galega do Ribatejo), a 20 de outubro de 1838, filho de João da Mota e Almeida, natural de Santa Iria da Ribeira de Santarém e de sua mulher, Matilde Maria do Carmo, natural de Lisboa, freguesia de Santa Isabel.

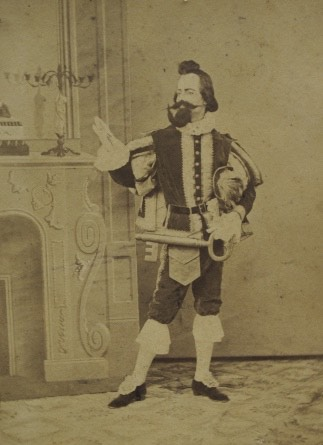
Joaquim de Almeida interpretando o personagem "Ministro Óscar" na peça Barba Azul (Biblioteca-Arquivo do Teatro Nacional D. Maria II, 1868).

Estreou-se aos 19 anos, a 1 de fevereiro de 1858, na inauguração do Teatro das Variedades Dramáticas (antigo Teatro do Salitre), na mágica A Loteria do Diabo, da autoria de Francisco Palha e Joaquim Augusto de Oliveira. A sua ascensão foi rápida, passando a interpretar os papéis principais do repertório popular e cujos trabalhos magníficos lhe proporcionaram um primeiro lugar no Teatro Nacional D. Maria II, ao lado de grandes artistas, onde se estreou em Pedro, com o personagem "Manuel Maria", substituindo o ator Marcolino Ribeiro Pinto, que tinha falecido.
Passou depois com a companhia de Francisco Palha para o Teatro da Trindade, aquando da sua inauguração em 1867, tendo, ainda, representado no Teatro da Rua dos Condes. Quando a empresa Machado & Lacerda tomou conta do Teatro Gymnasio, Joaquim de Almeida foi um dos escriturados, sendo festejado calorosamente pelo público. Mais tarde, numa sociedade de atores, representou no Teatro do Príncipe Real, tendo regressado definitivamente ao Gymnasio.
Fez uma carreira brilhante e atuou nos principais teatros de Lisboa, Porto, Províncias, Ilhas e Brasil, num percurso que se estendeu por mais de meio século. Em 1880, era o ator mais bem pago da época, com um ordenado de 67$500 réis. Considerado um dos maiores nomes do teatro português, representou todos os géneros teatrais com igual talento. Artista irrequieto e insubmisso, a sua personalidade vincada fê-lo sofrer alguns dissabores, devido à franqueza com que sempre privilegiou os seus contactos pessoais e profissionais.
Do seu variado repertório constam comédia, drama, tragédia, opereta, ópera cómica, farsa, revista, vaudeville e mágica. Destaca-se a sua participação nas peças: Barba Azul, A morgadinha de Valflor; A dama do King Charles; A abolição da pena de morte; Frisette; Como se conhece o vilão; Arte, Pátria e caridade; Capricho feminino; O corsário negro; O capitão fantasma; A varina; O bobo; A D. Brísida; O velho rico de Celorico; FF e RR; Os dois nénés; Um tio em pelotas; As sogras; Um criado brioso; O diabo à solta; Os amores de D. Sirinico XXX!; Marcos Marques Malaquias, conservas alimentícias; Cocó, Reineta e Facada; O comendador ventoinha; A carteira de D. Pepito; Os Pimentas; As alegrias do lar; Primeira pedra; O desaparecido; Águas de S. Crispim; Fogo de vistas; Papá Lébonnard; Luís XI; O alfenim; O tabelião do pote das almas; Os noivos da Morgadinha; Nicles!; A chamariz; O ás de paus; Suplício de um pai; Os herdeiros de Rabourdin; Cabeça de burro; À procura do badalo; Duas Bengalas; O menino Joãozinho; Marido sem mulher; Casados solteiros; O grande bolha; O cinematógrafo; Os amores do conselheiro; Grande e horrível crime; Aleluia! Sem embargo; Na esquadra; Dr. Boneco; Caramba; Os filhos de Zebedeu; Coração de mulheres; Tradições de família; O olho vivo; Mestres e aprendizes; Quarto independente; Explosão de paixões; O tutor; Providência dos maridos; A senhora da paz; O padre António; A morte de Tibúrcio; O cão e o gato; Nas garras do leão; Faze bem; Honra de fidalgo, etc.

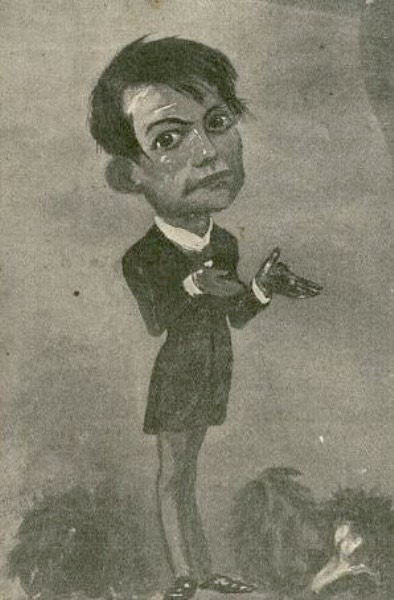
Caricatura em aguarela de Joaquim de Almeida da autoria de Rafael Bordalo Pinheiro (23 de dezembro de 1873), publicado na revista Illustração Portuguesa, a 14 de janeiro de 1907.

Retirou-se da vida artística, em 1910, aos 72 anos de idade.

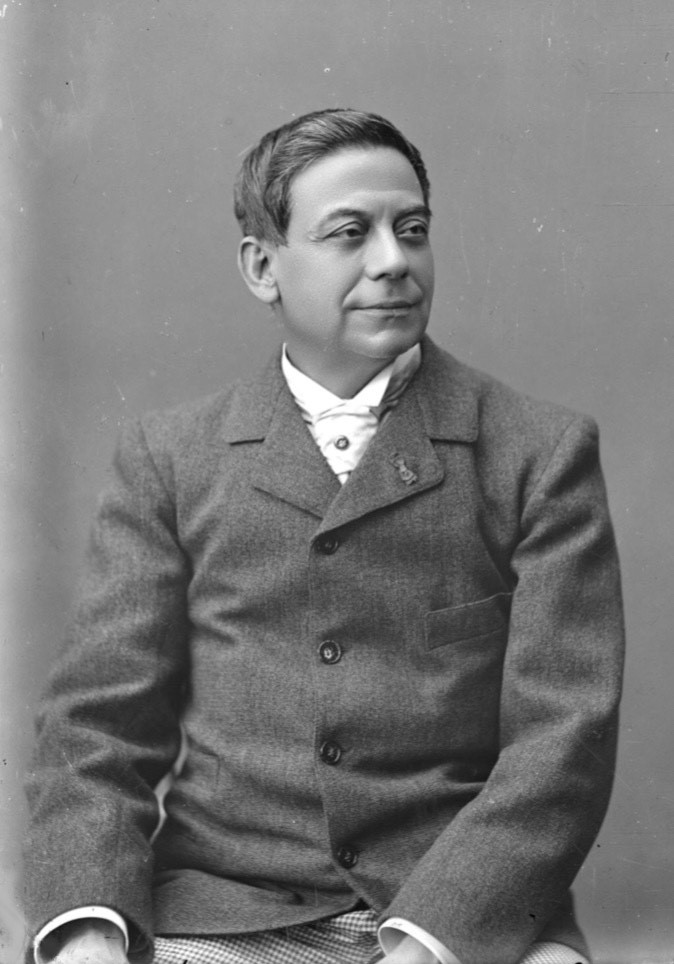
Joaquim de Almeida (Arquivo Histórico do Porto, Foto Guedes, década de 1890).

No livro de Carlos Leal, intitulado No palco e na rua, encontra-se a seguinte referência ao ator: "Joaquim d'Almeida, que foi um génio, identificando-se com todas as modalidades da sublime Arte de representar - e muito prejudicado foi por não ter preferido só caminho onde a sua feição artística era grandiosa de verdade e de sentimento - o drama e a tragédia - virava em omelete, realizando a arte cómica do À procura do badalo, das belas criações dos Pimentas, da Carteira de D. Pepito, Duas bengalas e todo o repertório que consagra um grande actor com o adjectivo de "genérico", depois de ter sido extraordinariamente grande no Luís XI, no Papá Lebonnard, na Aleluia! Sem embargo, o Joaquim d'Almeida foi um actor popular (...)."
Faleceu afastado do público aos 82 anos, a 22 de julho de 1921, na sua residência, rés-do-chão do número 77 da Rua da Conceição da Glória, freguesia de São José, em Lisboa, vítima de lesão cardíaca, sendo sepultado em jazigo, no Cemitério dos Prazeres. Era solteiro e não deixou descendência.
A 6 de maio de 1925, foi inaugurado em Lisboa, o Teatro Joaquim de Almeida, em sua homenagem, que abriu com uma reposição de A Severa, tendo como protagonista Palmira Bastos, que, após algum sucesso, acabou por ser demolido em 1930, devido ao alargamento da Avenida Álvares Cabral, que vai dar ao Jardim da Estrela. Um recinto de madeira já denominado Teatro Joaquim de Almeida, no Montijo, deu origem, a 20 de outubro de 1957, ao Cine-Teatro Joaquim de Almeida, projeto original do arquiteto Sérgio Gomes "com excelentes esculturas em friso de José Farinha e Martins Correia, representando as quatro artes do espetáculo e ainda, o Talento" (in De Volta aos Teatros, Livraria Civilização Ed., 2008, p.149).
Em 2005, o escritor José de Matos-Cruz publicou uma obra biográfica do ator: Joaquim de Almeida: 1838-1921: um actor de Montijo.
O seu nome faz parte da toponímia de Lisboa (Rua Actor Joaquim de Almeida, freguesia de São João), Almada (Rua Joaquim de Almeida, freguesia de Charneca de Caparica) e Montijo (Rua Joaquim de Almeida).